# 坂口雅久
坂口 雅久（さかぐち まさひさ、1951年11月15日 - ）は、東京都出身のアマチュア野球選手（内野手）。

## 経歴
立教高等学校では、同期のエース岡持和彦の好投もあり1969年夏の県大会準決勝に進出するが、川越工に敗退。1学年下に外野手の村山修一がいる。
立教大学へ進学。当時の立大は東京六大学野球リーグで低迷が続き、3位2回が最高成績であった。1972年の春秋季リーグでベストナイン（二塁手）に連続選出され、同年の第1回日米大学野球選手権大会日本代表となる。同期のエース中村憲史朗（日本石油）を支え、村山修一とともに打の主軸となった。
大学卒業後は松下電器に入社、二塁手として起用される。一塁手の松下勝実、遊撃手の山口円らと強力打線を形成。エース山口高志を擁し、1974年の第1回社会人野球日本選手権大会に出場するが2回戦（初戦）で三協精機の大塚喜代美に完封を喫する。1977年の都市対抗では初めて準々決勝に進出するが、日本鉱業佐賀関の藤沢公也に抑えられ敗退。同年の社会人野球日本選手権ではエース福間納が活躍し準決勝に進むが、電電四国の小原慶司に0-1で完封負け。1979年の第6回社会人野球日本選手権大会は、長谷部優、原邦彦の好投もあって決勝に進み、住友金属に敗退するが準優勝と健闘した。同大会の優秀選手に選出される。
現役引退後は社業に就き、全日本チームのコーチ等を歴任、2004年から2009年まで立教大学監督。その後はJ SPORTS、Sky-Aなどで大学、社会人野球の解説を務めている。